# Birma-Weichschildkröte
Die Birma-Weichschildkröte (Nilssonia formosa), auch Burma-Weichschildkröte genannt, ist eine Art aus der Gattung der Indischen Weichschildkröten. Sie kommt aus Myanmar.

## Merkmale
Die maximale Carapaxlänge beträgt 57 Zentimeter, über die Rundung gemessen 65 Zentimeter. Auf dem olivfarbenen Rückenpanzer befinden sich vier charakteristische Augenflecke (ähnlich denen auf Pfauenfedern), die mit zunehmendem Alter verblassen. Höhere Anzahlen an Augenflecken (fünf, sechs oder sieben) können vorkommen, wobei die zusätzlichen Augenflecken kleiner ausfallen. Der Kopf zeigt ein dunkles Muster auf hellerem Grund; bei Schlüpflingen sind diese Stellen orangefarben. Der Bauchpanzer ist gräulich.

## Lebensweise
Die Generationslänge der Birma-Weichschildkröte beträgt etwa 30 Jahre; die Geschlechtsreife wird mit etwa zehn Jahren erreicht, die Lebensdauer ist unbekannt. Die Weibchen legen ihre Eier auf Sandbänke im Fluss, wobei ein Gelege etwa 20 Eier umfasst. Die Inkubationszeit ist unbekannt.

## Lebensraum und Verbreitung
Die Birma-Weichschildkröte ist eine im Wasser lebende Art und bevorzugt große Flüsse mit einem sandigen Substrat. Sie lebt in Myanmar entlang der drei Flüsse Irrawaddy (mit dem Nebenfluss Chindwin), Saluen und Sittaung auf bis zu 200 Metern Höhe über dem Meeresspiegel. Mögliche Vorkommen in Yunnan (China) und Thailand wurden nicht bestätigt, daher gilt die Art als endemisch in Myanmar.

## Nutzung und Gefährdung
Die Birma-Weichschildkröte wurde in Ostasien zum Verzehr gehandelt, ist inzwischen aber nur noch selten anzutreffen. In Myanmar werden die Eier von der lokalen Bevölkerung gesammelt; die Art ist dort seit 1994 gesetzlich geschützt. Seit 2008 gilt die Birma-Weichschildkröte als vom Aussterben bedroht (critically endangered); sie wird seit 2013 auch im Appendix II des Washingtoner Artenschutzübereinkommens aufgeführt. Die weltweite Population dieser Art ist den vergangenen 90 Jahren um etwa 80 Prozent zurückgegangen, vor allem durch Übernutzung und Lebensraumverluste. Im Irrawaddy-Delfinschutzgebiet in Myanmar ging der Weichschildkrötenbestand seit etwa 2005 zurück, vor allem durch illegalen Handel aufgrund der hohen Nachfrage nach Weichschildkröten im südlichen China. Weitere Bedrohungen sind die erhöhte Sedimentation und der starke Bootsverkehr auf Flüssen, illegales Fischen mittels Dynamit, Elektroschocks und Gift, die fortwährende Besiedlung von Flussufern und die Auswirkungen der Goldförderung.

## Forschungsgeschichte

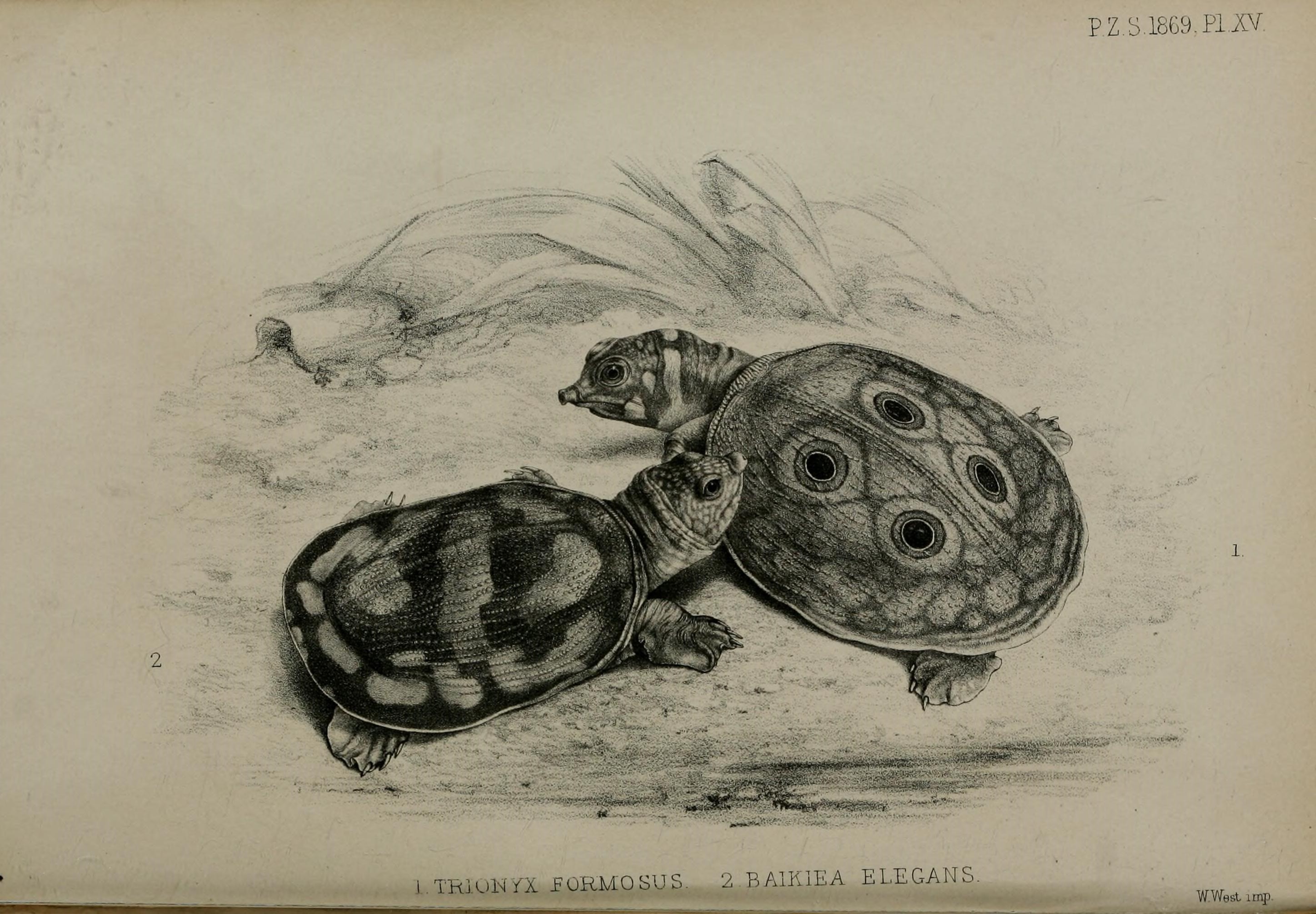
Birma-Weichschildkröte (rechts) als Trionyx formosus, Zeichnung von 1869

Erstbeschrieben wurde die Birma-Weichschildkröte 1869 von John Edward Gray anhand eines in Alkohol konservierten Jungtiers als Trionyx formosus. Drei Jahre später benannte er die von ihm beschriebene Art in Nilssonia formosa um und schuf damit eine neue Gattung.
Aus demselben Ort in Myanmar, Pegu, stammte der in Alkohol eingelegte Kopf eines erwachsenen Tieres, den er 1870 als Trionyx peguensis beschrieb und 1873 in eine neue Gattung, Isola, stellte; es handelt sich um ein subjektives Synonym von Nilssonia formosa. Ebenfalls zur Birma-Weichschildkröte gehört das nach Gray benannte Synonym Trionyx grayii Theobald 1875.
Meylan ordnete die Birma-Weichschildkröte 1987 nach morphologischen Analysen als Schwestertaxon der Gattung Aspideretes ein; diese Gattung wurde nach genetischen Untersuchungen 2007 von Praschag et al. in Nilssonia integriert.